# Mike Portelly
Mike Portelly (* 1952; † um den 5. Juli 2007) war ein britischer Unterwasser-Fotograf, Kameramann und Filmregisseur.
Seit Mitte der 1970er Jahre war Portelly, studierter Zahnmediziner, als Fotograf tätig. Insbesondere seine Aufnahmen aus Kenia wurden bekannt. Portelly machte während einer Zahnoperation 1976 seinen ersten Dokumentarfilm.
Bereits 1976 wurde er für seine Arbeiten auf dem Brighton International Film Festival mit der Gold-, Silber- und Bronzemedaille sowie dem Preis für den Nachwuchskünstler ausgezeichnet. 1979 gewann er in Brighton die Tilbrook Trophy für das beste Portfolio. Zusammen mit Derek Berwin gewann er für Großbritannien die Weltmeisterschaft in der Unterwasserfotografie auf Sizilien. Seitdem hat er zahlreiche weitere Preise für seine Unterwasserfotografien und später auch Filme erhalten, unter anderem eine Auszeichnung der Confédération Mondiale des Activités Subaquatiques (CMAS).
The Ocean's Daughter war sein erster Spielfilm; er wurde 1983 auf dem Brighton Festival uraufgeführt. Er war Mitglied der The British Society of Underwater Photographers (BSoUP). Mike Portelly starb an einer Krebserkrankung, die 2000 diagnostiziert wurde.